# Bless This House
Bless This House (dosł. Pobłogosław ten dom) – brytyjski sitcom produkowany przez Thames Television i emitowany po raz pierwszy w latach 1971–1976 na antenie regionalnych stacji komercyjnych sieci ITV. Zrealizowano 65 odcinków, podzielonych na sześć serii.
Twórcami koncepcji fabularnej byli Vince Powell i Harry Driver, jednak poszczególne odcinki pisali często również inni autorzy, m.in. Carla Lane i Dave Freeman. Producentem i reżyserem serialu był William G. Stewart. Duży wpływ na kształt całej produkcji miał także Sid James, który od początku prac nad serialem miał być jego główną gwiazdą.

## Opis fabuły
Bless This House jest od strony fabularnej klasycznym sitcomem ukazującym domowe życie dwupokoleniowej rodziny. Ojciec rodziny, Sid, z zawodu handlowiec w firmie sprzedającej sprzęt biurowy, jest człowiekiem o bardzo tradycyjnych poglądach na to, jak powinno wyglądać życie rodziny, a także jakie są społeczne role i przywileje kobiet i mężczyzn. Ma jednak duże trudności, aby wcielać te przekonania w życie w swoim własnym domu. Dzieje się tak w dużej mierze za sprawą jego żony Jean, która, choć unika otwartych konfrontacji z mężem, błyskawicznie wychwytuje różne jego fortele, kłamstewka i krętactwa, a następnie dyskretnie im przeciwdziała. Sid i Jean mają dwoje dzieci. Mike ma na początku serialu 18 lat i jest aspirującym artystą, niezbyt chętnym do podjęcia tradycyjnej pracy zarobkowej. Młodsza o dwa lata Sally prowadzi bujne życie towarzyskie i uczuciowe. Postawa obojga dzieci stanowi stałe źródło zmartwień dla rodziców, którzy nie mogą zwykle zrozumieć i zaakceptować zachodzących zmian społecznych, mających bezpośredni wpływ na życie ich pociech.

## Główna obsada
- Sid James jako Sid, ojciec
- Diana Coupland jako Jean, matka
- Robin Stewart jako Mike, syn
- Sally Geeson jako Sally, córka
- Anthony Jackson jako Trevor, sąsiad
- Patsy Rowlands jako Betty, sąsiadka[4]

## Produkcja
Serial realizowany był z udziałem publiczności w Teddington Studios. Pierwszych siedem odcinków zostało zrealizowanych na czarno-białej taśmie, co miało związek z tzw. strajkiem kolorowym – trwającym od listopada 1970 do lutego 1971 protestem pracowników technicznych wszystkich stacji ITV, w ramach którego odmawiali oni obsługi sprzętu do produkcji telewizyjnej w kolorze. Począwszy od ósmego odcinka pierwszej serii, serial był już pokazywany wyłącznie w kolorze.
W 1972, w przerwie między emisją drugiej i trzeciej serii, w kinach wyświetlany był oparty na serialu film fabularny, w którym jednak zagrała częściowo inna obsada, zaś bardzo poważne zmiany w życiu niektórych bohaterów, jakie zachodzą w filmie, nie zostały w żaden sposób uwzględnione w fabule późniejszych odcinków telewizyjnych. Po zakończeniu produkcji serii szóstej przewidywana była realizacja jeszcze co najmniej dwóch odsłon serialu, jednak plany te pokrzyżowała nagła śmierć Sida Jamesa, który zmarł cztery dni po emisji ostatniego ze zrealizowanych odcinków.